# Studiolo
Lo studiolo o camerino è un ambiente privato di un palazzo dove il possessore può ritirarsi per dedicarsi ai propri interessi culturali. 

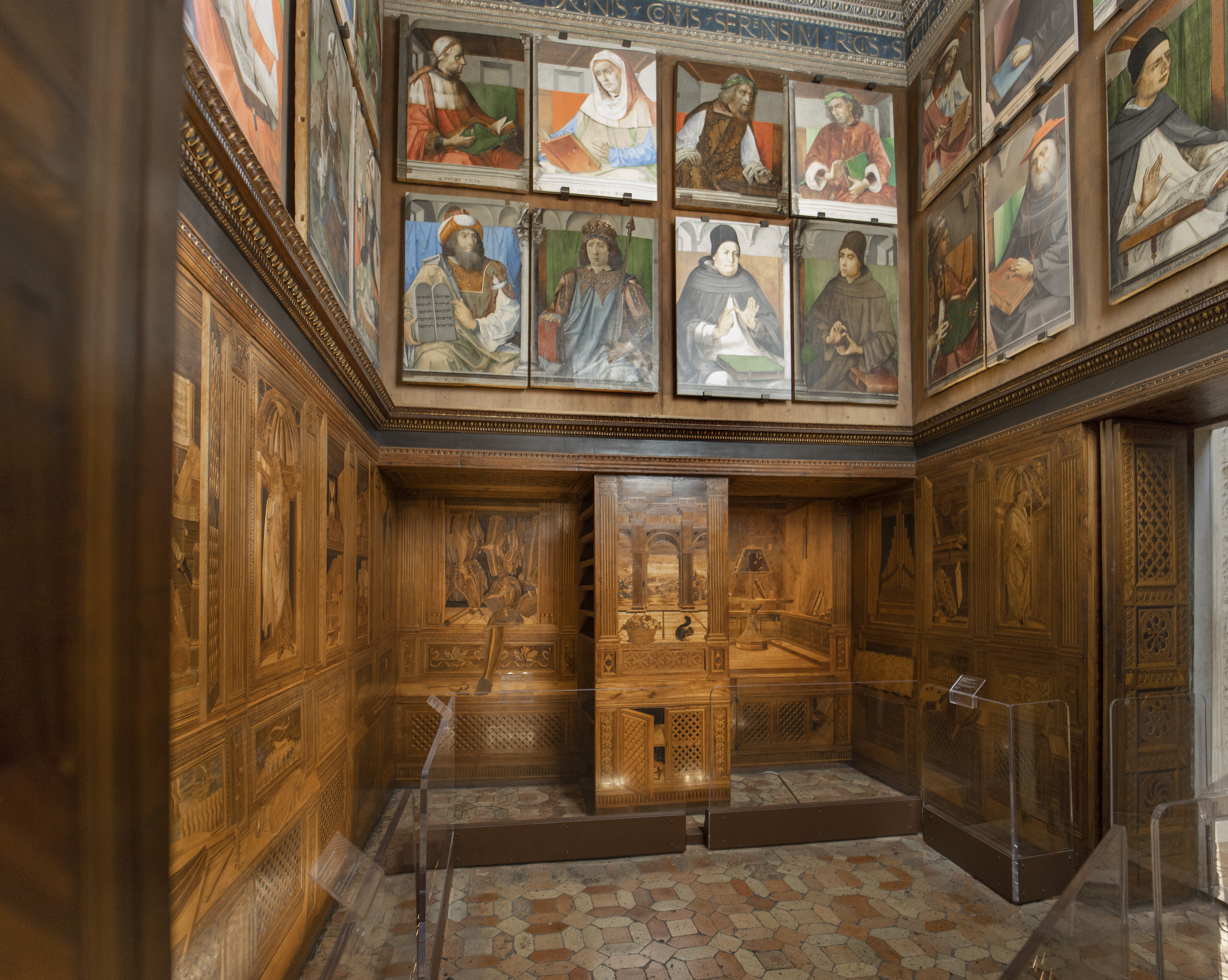
Studiolo di Federico da Montefeltro, Palazzo Ducale (Urbino)

## Storia e descrizione
Derivato dallo studio dell'umanista, con le grandi personalità del Rinascimento italiano divenne la sede di straordinarie raccolte d'arte e oggetti rari, quali dipinti, vasi, gemme, sculture, monete antiche, ecc.
Dalla metà del XVI secolo il camerino si andò evolvendo verso raccolte enciclopediche di oggetti rari, preziosi o semplicemente insoliti, che successivamente vennero dette Wunderkammer e tenute in ambienti per lo più di piccole dimensioni e segreti.
Esistevano vari gradi di accessibilità di uno studiolo: da quelli di rappresentanza, aperti a chiunque ne facesse richiesta, a quelli privati, aperti su invito, fino a quegli intimi, riservati al solo proprietario.

## I principali studioli
| Link                                  | Proprietario                                        | Data di creazione | Città           | Luogo                     | Note |
| ------------------------------------- | --------------------------------------------------- | ----------------- | --------------- | ------------------------- | --- |
| Studiolo di Belfiore                  | Lionello d'Este                                     | 1447-1463         | Ferrara         | Palazzo di Belfiore       | Distrutto da un incendio, i suoi dipinti superstiti sono dispersi in vari musei (Angelo Maccagnino, Cosmè Tura, Michele Pannonio e altri maestri ferraresi anonimi)                                                                 |
| Studiolo di Federico da Montefeltro   | Federico da Montefeltro                             | 1473-1476         | Urbino          | Palazzo Ducale            | Restano gli intarsi lignei. Dei 28 ritratti di "Uomini illustri", 14 si conservano in loco e 14 al Museo del Louvre. |
| Studiolo di Guidobaldo da Montefeltro | Federico da Montefeltro e Guidobaldo da Montefeltro | 1479-1482         | Gubbio (PG)     | Palazzo Ducale            | Smantellato, gli intarsi sono dal 1939 al Metropolitan Museum di New York |
| Studiolo di Ludovico Gonzaga vescovo  | Ludovico Gonzaga                                    | 1490-1502         | Gazzuolo (MN)   | Castello di Gazzuolo      | Smantellato con l'abbattimento del castello. |
| Studiolo di Isabella d'Este           | Isabella d'Este                                     | 1497-1523         | Mantova         | Palazzo Ducale            | Esistevano due studioli, entrambi smantellati, con le collezioni disperse al Louvre (dipinti di Andrea Mantegna, Perugino, Lorenzo Costa il Vecchio e Correggio) e in altri musei (sculture di Pier Jacopo Alari Bonacolsi e altro) |
| Salette Nere                          | Ludovico il Moro                                    | 1497-1499         | Milano          | Castello Sforzesco        | Camerini che affiancano la sala delle Asse, fatti decorare dal Duca a Leonardo da Vinci, per ritirarsi a meditare. La decorazione è completamente perduta ad eccezione di alcune scritte.                                           |
| Camerini d'alabastro                  | Alfonso I d'Este                                    | dal 1507          | Ferrara         | Castello Estense          | Dispersi i dipinti (opere di Tiziano, Giovanni Bellini, Dosso Dossi, Pellegrino da San Daniele, Garofalo) e le statue (di Antonio Lombardo)                                                                                         |
| Studiolo di Cosimo I                  | Cosimo I de' Medici                                 | 1545-1559         | Firenze         | Palazzo Vecchio           | Più che altro un tesoretto per oggetti preziosi, ne restano gli affreschi di Giorgio Vasari |
| Studiolo di Francesco I               | Francesco I de' Medici                              | 1570-1572         | Firenze         | Palazzo Vecchio           | Smantellato nel 1590, è stato ricostruito nel 1920. Conserva numerosi dipinti (tra cui opere di Giorgio Vasari, Alessandro Allori, Santi di Tito e molti altri) e statue di Giambologna e altri.                                    |
| Camerino di Enea                      | Vespasiano Gonzaga Colonna                          | 1585              | Sabbioneta (MN) | Palazzo del Giardino      | Restano gli affreschi di Carlo Urbino |
| Studiolo di Cosimo II                 | Cosimo II de' Medici                                | dal 1622          | Firenze         | Villa di Poggio Imperiale | Restano solo gli affreschi |
| Studiolo di Antonio di Marsciano      | Antonio di Marsciano                                | 1460-1480 circa   | Migliano        | Castello di Migliano      | [ 4 ] |